# Vladimír Havlíček
Vladimír Havlíček (* 1947 Praha) je český dirigent a hudební skladatel. Jeho hudbu lze svým charakterem zařadit ke klasicko-romantické syntéze s "odpovědným" přístupem k soudobým kompozičním technikám.
Ve svých skladbách reflektuje nejen současnost, ale i dobu minulou. Např. v opeře "Disgrace", ve španělských legendách, v symf. básni "Aragon" (OSA) aj.
Je absolventem Státní konzervatoře hudby v Praze a Berklee College of Music v Bostonu. Jako aktivní instrumentalista procestoval velkou část Evropy a byl angažován v předních symfonických orchestrech. V letech 1991–1994 působil ve funkci ředitele Hudebního divadla Karlín.
V současné době se věnuje kompozici a funkci šéfdirigenta "Orquesta Internacional de Praga", jehož zřizovatelem je Moneda Unica – Španělsko.